# Geworg Kotschar

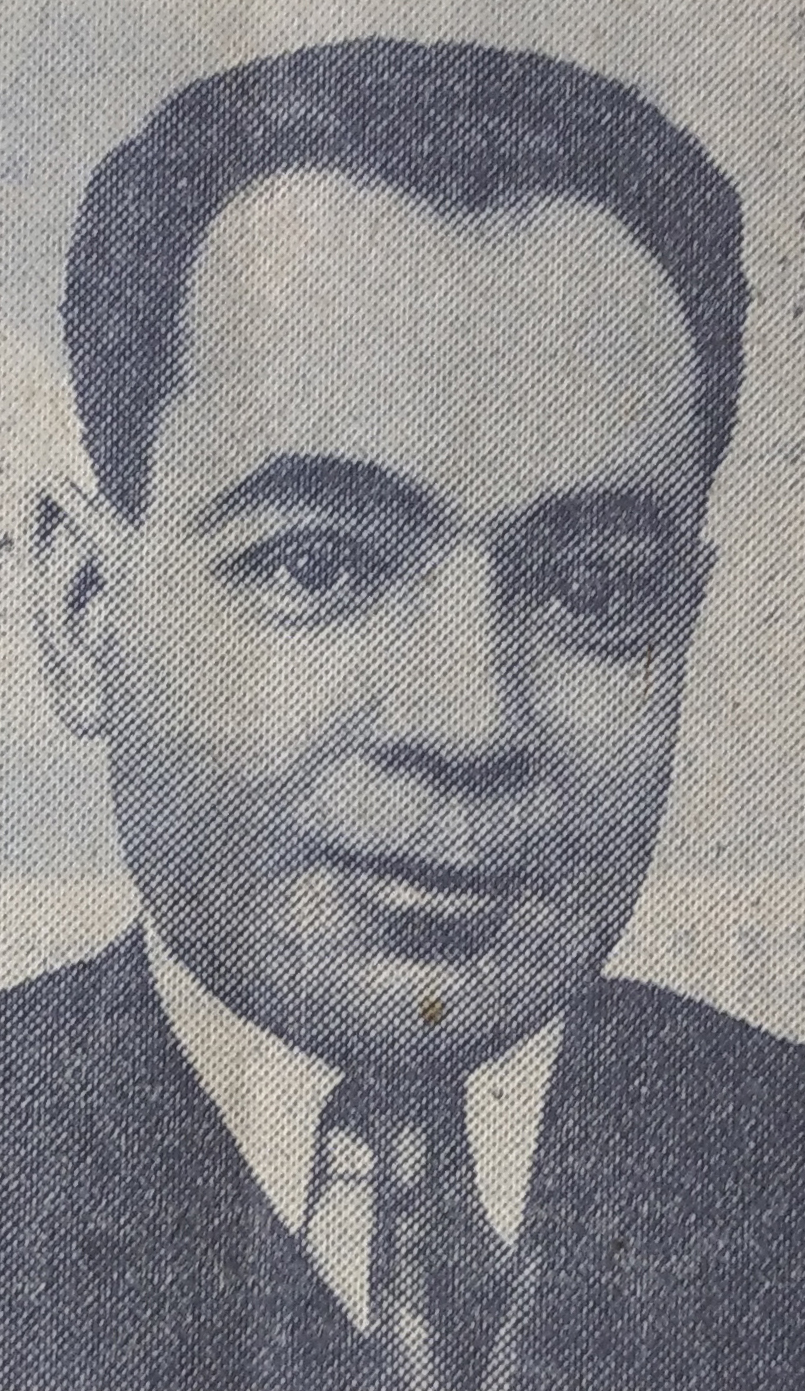
Geworg Kotschar (1937)

Geworg Kotschar (* 18. September 1901 in Tiflis; † 18. Februar 1973 in Jerewan) war ein sowjetischer Architekt armenischer Herkunft. Während er in seiner Studienzeit der Moderne folgte, passte er sich in den 1930er bis 1950er Jahren dem Sozialistischen Klassizismus an. Ab den 1960er Jahren kehrte er zu einer modernen Formensprache zurück.

## Leben
Kotschars Familie ist armenischer Herkunft, er wuchs jedoch in Tiflis auf (siehe Armenier in Georgien).
Kotschar war Mitglied der KPdSU ab 1927. Kotschar studierte von 1920 bis 1926 an der Kunsthochschule WChUTEMAS und von 1926 bis 1929 an dessen Nachfolgeinstitution, der WChUTEIN in Moskau. 1932–37 lehrte er am Polytechnischen Karl-Marx-Institut in Jerewan. Während der Stalinschen Säuberungen wurde Kotschar 1937 festgenommen und in die sibirischen Städte Norilsk und Krasnojarsk verbannt. In letzterer lebte und arbeitete er ab 1939. 1955–60 war er Chefarchitekt von Krasnojarsk. Von 1960 bis 1975 war er Chefarchitekt des Projektinstituts Jerewan.

## Bauwerke (Auswahl)
- 1932–35 Gebäude des Stadtsowjets von Leninakan[1]
- 1933–37 Gebäude für das Veterinärsinstitut des Jerewaner Zoos[1]
- 1935 Verwaltungsgebäude an der Nalbandian-Straße in Jerewan[1]
- 1935 (mit Tiran Jerkanjan) Moskau-Kino, Jerewan[1]
- 1946 Flughafenterminal, Norilsk[1]
- 1952–53 Wiederaufbau des A.-S.-Puschkin-Dramentheaters, Krasnojarsk
- 1960–65 Speisesaal des Erholungsheims des armenischen Schriftstellerverbandes, Sewansee[2]

## Auszeichnungen
- Orden des Roten Banners der Arbeit
- Geehrter Architekt der Armenischen SSR (1968)